# Johannes Gerardus Luyken
Pour les articles homonymes, voir Luyken.
Johannes Gerardus Luyken, né le 20 avril 1742 à Haarlem et mort le 1er mars 1818 à Doesburg, est un homme politique néerlandais.

## Biographie
Après des études de droit à l'université de Leyde, Luyken s'installe comme avocat à Amsterdam en 1766 et devient procureur au Conseil de Hollande, à La Haye, en 1784. 
Après les événements révolutionnaires de 1795, Luyken est élu à la municipalité d'Amsterdam. Le 27 janvier 1796, il est élu député de Weesp à la première assemblée nationale batave. Le 1er mars, premier jour de réunion de la nouvelle assemblée, il est désigné pour faire partie de la commission chargée de vérifier la validité des élections. Quinze jours plus tard, il intègre la commission devant rédiger la première constitution de la République batave. Après que la commission eut présenté son projet le 10 novembre, il prononce un discours le 19 novembre à l'assemblée dans lequel il se montre attaché aux principes du fédéralisme, bien que modéré. Il regrette notamment l'amalgame des dettes provinciales en une seule dette nationale. Le 2 décembre, il vote contre l'unité et l'indivisibilité de la république. Il se prononce une nouvelle fois contre la séparation de l'Église et de l'État le 25 janvier 1797, voyant dans la religion les bases solides de la société.
Le 2 août 1797, Luyken n'est pas réélu à l'assemblée convoquée pour le 1er septembre. Toutefois, il siège une dernière fois dans la commission de validation des élections et se retire à Doesburg, près d'Arnhem. 